# 罗宾·霍德
罗宾·霍德（英語：Robin Hodder，1937年10月1日—2006年3月19日），澳大利亚男子曲棍球运动员，1963年开始参加国际比赛。他曾代表澳大利亚国家队参加1964年夏季奥林匹克运动会曲棍球比赛，获得一枚铜牌。